# تاحت
تاحت (بالعبرية: תָחַת‏) هي واحدة من محطات بني إسرائيل في البرية أثناء التيه بعد خروجهم من مصر، تمت الإشارة إليها في سفر العدد 33: 26، 27 كمحطة بين مقهيلوت وتارح: ثُمَّ ارْتَحَلُوا مِنْ مَقْهَيْلُوتَ وَنَزَلُوا فِي تَاحَتَ. ثُمَّ ارْتَحَلُوا مِنْ تَاحَتَ وَنَزَلُوا فِي تَارَحَ.
وهي اسم عبراني يعني «ما هو تحت».